# Klaus Wildbolz

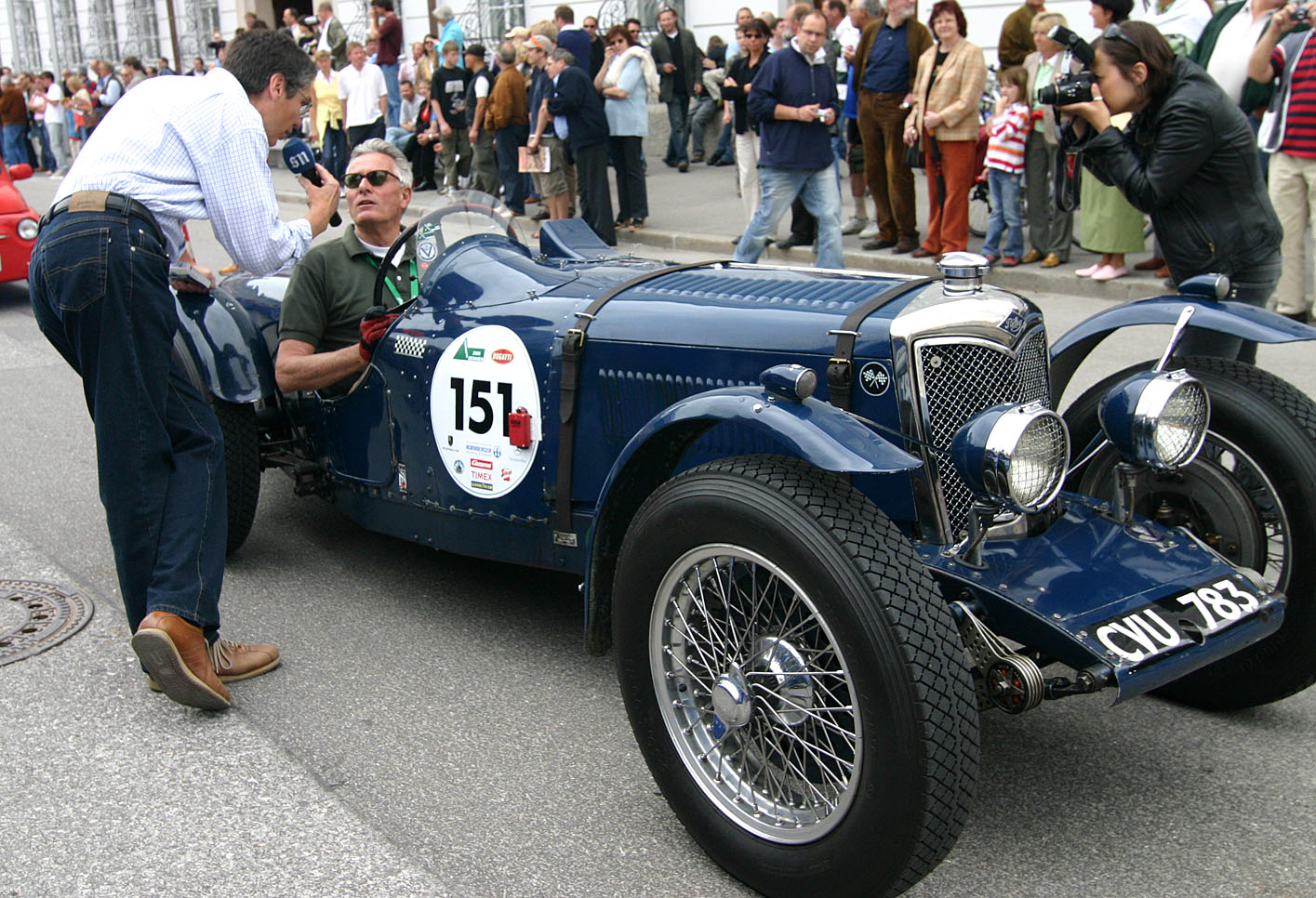
Klaus Wildbolz in einem Riley Sprite beim Gaisbergrennen 2006 in Salzburg

Klaus Wildbolz (* 25. August 1937 in Wien, Österreich; † 4. Januar 2017 ebenda) war ein Schweizer Schauspieler. Er wurde durch zahlreiche Serien im deutschsprachigen Fernsehen bekannt.

## Leben
Klaus Wildbolz stammte von einem alteingesessenen Geschlecht der Stadt Bern ab. Der als Berner Platzkommandant während des Landesstreiks 1918 bekanntgewordene Eduard Wildbolz war sein Großvater. Sein Vater war der Generaldirektor der Bally-Schuhfabrik Georg Wildbolz. Er wuchs gemeinsam mit seinem Zwillingsbruder Jost, der als Fotograf in der Schweiz lebt, in Österreich und der Schweiz auf. Bevor er in Wien Musik und darstellende Kunst am Max-Reinhardt-Seminar studierte, absolvierte er eine kaufmännische Ausbildung und leistete Militärdienst in der Schweizer Armee.
Nach einem Engagement am Theater in der Josefstadt in Wien wurde er in den 1970er Jahren einem breiten Publikum durch die Moderation des ARD-Fernsehquiz Schnickschnack bekannt. Er hatte viele Fernsehserienhauptrollen wie in Schlosshotel Orth, Ringstraßenpalais, Hotel Paradies und Der Bergdoktor. Außerdem spielte er Gastrollen in Krimiserien wie Der Kommissar, Der Alte, Derrick. 1996 agierte er als Ermittler in der Tatort-Folge Mein ist die Rache unter der Regie von Houchang Allahyari mit Fritz Karl und Andrea Händler.

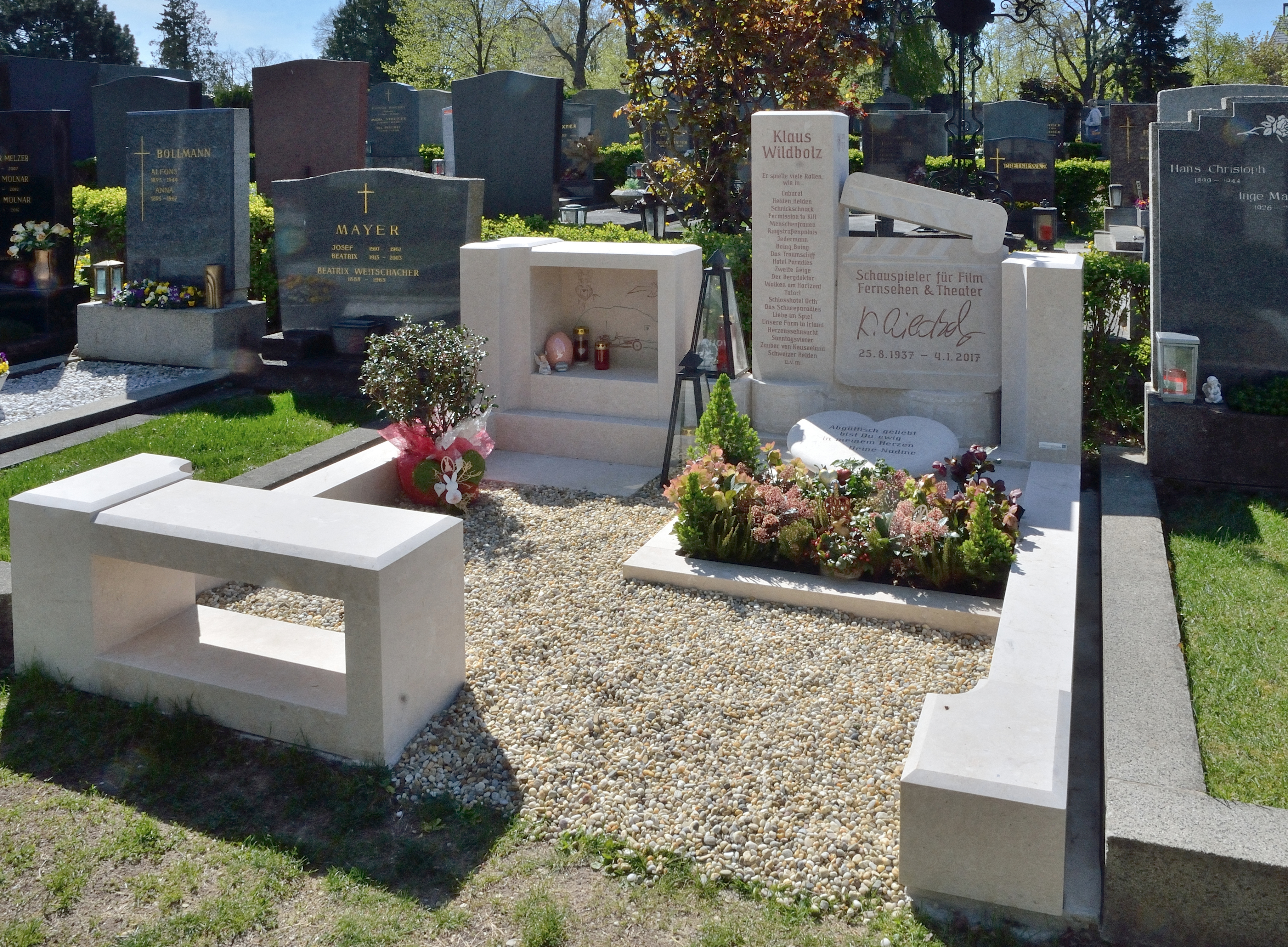
Grabstätte von Klaus Wildbolz

Mit seinem Zwillingsbruder nahm er häufiger an Oldtimerrennen teil. Er war in erster Ehe mit seiner Schauspielkollegin Christiane Pauli verheiratet, danach mit einer Bankangestellten und in dritter Ehe mit der Regieassistentin Barbara Matula, die 2008 an Krebs starb.
Danach lebte er bis zu seinem Tod mit der Hamburgerin Nadine von Vöhren zusammen. Er wohnte zuletzt im Bezirksteil Hietzing  des 13. Wiener Bezirks. Klaus Wildbolz starb am 4. Jänner 2017 nach kurzer Krankheit in Wien. Sein ehrenhalber gewidmetes Grab  befindet sich auf dem Hietzinger Friedhof in Wien, Gruppe 65, Reihe 4, Grab Nr. 13. Die Grabstätte gestaltete der Wiener Bildhauer Wolfgang Karnutsch.

## Filmografie
- 1965: Alle machen Musik (Fernsehserie)
- 1968: Das Kriminalmuseum (Fernsehserie, Folge Das Goldstück)
- 1971: Der Kommissar (Fernsehserie, Folge Als die Blumen Trauer trugen)
- 1971: Die tollen Tanten schlagen zu
- 1971: Wenn der Vater mit dem Sohne (Fernsehserie, Folge Der Krach)
- 1973: Wienerinnen
- 1974: Schnickschnack (Quiz-Serie, Moderator)
- 1975: Vollmacht zum Mord
- 1976: Johann und Anna
- 1977: Die Kette (Fernsehzweiteiler)
- 1977: Tatort: Der vergessene Mord
- 1979: Derrick (Fernsehserie, Folge Die Versuchung)
- 1979: Tanz ins Glück
- 1980: Polizeiinspektion 1 (Fernsehserie, Folge Die Abwerbung)
- 1980: Derrick (Fernsehserie, Folge Unstillbarer Hunger)
- 1980: Menschenfrauen
- 1980: Ringstraßenpalais (Fernsehserie)
- 1982: Sonderdezernat K1 (Fernsehserie, Folge Tödlicher Ladenschluss)
- 1983: SOKO 5113 (Fernsehserie, Folge Schneetreiben)
- 1983: Tiefe Wasser (Fernsehzweiteiler)
- 1983: Das Traumschiff: Karibik
- 1985: Schöne Ferien – Urlaubsgeschichten aus Mallorca
- 1986: SOKO 5113 (Fernsehserie, Folge Finderlohn)
- 1986: Das Traumschiff: Thailand
- 1987: Der Alte – (Folge 122: Der Stichtag)
- 1988: Die Männer vom K3 (Fernsehserie, Folge Spiel über zwei Banden)
- 1988: SOKO 5113 (Fernsehserie, Folge Eine unvergeßliche Nacht)
- 1988: Die Schwarzwaldklinik (Fernsehserie)
- 1990: Hotel Paradies (Fernsehserie)
- 1991: Tödlicher Stoff
- 1991: Zweite Geige
- 1992: Chéri, mein Mann kommt!
- 1992: Mission der Liebe (sechsteilige Fernsehserie)
- 1993: Das Traumschiff: Ägypten
- 1993: Clara (Fernsehmehrteiler)
- 1993: Der Bergdoktor (Fernsehserie)
- 1993: Die Botschafterin (Fernsehserie)
- 1993: Glückliche Reise – Arizona (Fernsehreihe)
- 1994: Drei zum Verlieben (Fernsehserie)
- 1994: Ihre Exzellenz, die Botschafterin (Fernsehserie, 14 Folgen)
- 1995: Das Traumschiff: Tasmanien
- 1995: Ein Bayer auf Rügen (Fernsehserie, Folge Blinde Rache)
- 1995: Rosamunde Pilcher: Wolken am Horizont
- 1996–2000: Schlosshotel Orth (Fernsehserie)
- 1996: Ein flotter Dreier (Fernsehserie)
- 1996: Tatort: Mein ist die Rache
- 1997: Ein unvergessliches Wochenende … am Tegernsee
- 2001: Das Schneeparadies
- 2004: Rosamunde Pilcher: Liebe im Spiel
- 2004: Das Traumschiff: Sri Lanka
- 2007: Rosamunde Pilcher: Sommer der Liebe
- 2007–2010: Unsere Farm in Irland (achtteilige Fernsehserie)
- 2008: Das Traumhotel – Karibik (Fernsehserie)
- 2009: Rosamunde Pilcher: Herzenssehnsucht
- 2010: Sonntagsvierer (Fernsehfilm)
- 2011: Emilie Richards – Der Zauber von Neuseeland
- 2014: Schweizer Helden
- 2017: Um Himmels Willen (Fernsehserie, eine Folge)